# Bomberman Hero
Bomberman Hero é um jogo eletrônico desenvolvido pela Hudson Soft e distribuído pela Nintendo para o console Nintendo 64. Traz novos recursos de jogabilidade porém não possui o modo multiplayer.